# Анджеј Дуда
Анджеј Себастијан Дуда (пољ. Andrzej Sebastian Duda; 16. мај 1972) је пољски правник и конзервативни политичар, који је између 2015. и 2025. био на функцији председника Пољске. Раније је био члан Европског парламента. Као кандидат странке Право и правда, победио је Броњислава Коморовског у другом кругу избора одржаним 24. маја 2015. и тиме постао председник Пољске. Године 2011. је изабран у доњи дом пољског парламента, Сејм. Током кампање је навео како ће предложити, односно подржати закон којим би се лекари који изводе уметну оплодњу кажњавали затвором до две године. Такође, стоји иза тога да хомосексуалци заслужују поштовање, али не и право на брак.
Супруга му је Агата Корнхаусер-Дуда.